# Estrangin - Préfecture (métro de Marseille)
Pour les articles homonymes, voir Estrangin.
Estrangin - Préfecture est une station de la ligne 1 du métro de Marseille.

## Situation
La station se situe place Estrangin-Pastré à proximité de la rue commerçante Saint-Ferréol. L’unique entrée de la station se situe devant le bâtiment de la Banque de France.

## Architecture
La station est entièrement décorée de bleu marine et de vert jade. Des panneaux bleus avec du vert qui descend et qui remonte tout au long des panneaux longent les rails. Des murs de fer avec une porte d’issue de secours s’y situent au milieu de ces panneaux. Un dégradé de ces deux couleurs décore les panneaux de l'entrée placés sur toute la voûte. Les sols sont recouverts d’un carrelage blanc, vert et beige. Au niveau de la salle des billets se trouvent deux trémies circulaires et du métal recouvre la façade des escaliers menant à la station.

## Sites desservis
- Préfecture des Bouches-du-Rhône
- Palais de justice de Marseille

## Services
- Service assuré du lundi au dimanche de 5h à 1h.
- Distributeurs de titres: possibilité de régler par billets, pièces, carte bancaire.

## Correspondances RTM
- Ligne passant à proximité
  - Arrêt Estrangin Puget :    
  - Arrêt Métro Estrangin :  
  - Arrêt Préfecture :